# Zweden op het Eurovisiesongfestival 1962
Melodifestivalen 1962 (destijds bekend als Eurovisionsschlagern, svensk final) was de vierde editie van de liedjeswedstrijd die de Zweedse deelnemer voor het Eurovisiesongfestival oplevert. De winnaar werd bepaald per stemming via postkaarten.

## Uitslag
| Plaats | Artiest1          | Artiest2          | Lied                   | Songwriters                | Ptn    |
| ------ | ----------------- | ----------------- | ---------------------- | -------------------------- | ------ |
| 1ste   | Inger Berggren    | Lily Berglund     | Sol och vår            | Ulf Källqvist, Åke Gerhard | 102327 |
| 2de    | Monica Zetterlund | Carli Tornehave   | När min vän            | Owe Thörnqvist             | 74077  |
| 3de    | Carli Thornehave  | Otto Brandenburg  | Anne-Li                | Per Lindqvist              | 13401  |
| 4de    | Otto Brandenburg  | Östen Warnerbring | Lolo-Lolita            | Bobbie Ericson, Bo Eneby   | 11848  |
| 5de    | Lily Berglund     | Inger Berggren    | Sagans underbara värld | Britt Lindeborg            | 6885   |
| 6de    | Östen Warnerbring | Mona Grain        | Trollen ska trivas     | Ulf Peder Olrog            | 4001   |

- 1: groot orkest
- 2: klein orkest